# 2018-as férfi kézilabda-Európa-bajnokság
A 2018-as férfi kézilabda-Európa-bajnokságot Horvátországban rendezték január 12. és 28. között. Horvátország korábban egyszer adott otthont Európa-bajnokságnak, 2000-ben, a legutóbbi általuk rendezett világverseny pedig a 2009-es világbajnokság volt.
A címvédő a német válogatott volt, amely nem jutott be a legjobb négy közé a tornán. Az Európa-bajnokságot Spanyolország nyerte, története során először, miután a döntőben legyőzték a svéd válogatottat. A magyar válogatott nem jutott tovább csoportjából, összességében a 14. helyen zárta a kontinensviadalt.

## Helyszínek
A mérkőzéseket az alábbi helyszíneken rendezték:
| Zágráb                        | Split                               | Zágráb Split Varasd Poreč |
| ----------------------------- | ----------------------------------- | ------------------------- |
| Zágráb Aréna Férőhely: 15 200 | Spaladium Arena Férőhely: 10 931    | Zágráb Split Varasd Poreč |
|                               |                                     | Zágráb Split Varasd Poreč |
| Varasd                        | Poreč                               | Zágráb Split Varasd Poreč |
| Varasd Aréna Férőhely: 5 200  | Žatika Sport Centre Férőhely: 3 500 | Zágráb Split Varasd Poreč |
|                               |                                     | Zágráb Split Varasd Poreč |

## Résztvevők
| Nemzet           | Részvételi jog      | Részvétel megszerzésének dátuma | Eddigi Eb-részvételek |
| ---------------- | ------------------- | ------------------------------- | --------------------- |
| Horvátország     | Házigazda           | 2014. szeptember 20.            | 12                    |
| Spanyolország    | 3. csoport győztese | 2017. május 6.                  | 12                    |
| Németország      | 5. csoport győztese | 2017. május 6.                  | 11                    |
| Svédország       | 6. csoport győztese | 2017. május 6.                  | 11                    |
| Dánia            | 1. csoport győztese | 2017. június 14.                | 11                    |
| Franciaország    | 7. csoport győztese | 2017. június 14.                | 12                    |
| Magyarország     | 1. csoport második  | 2017. június 15.                | 10                    |
| Szerbia          | 2. csoport második  | 2017. június 15.                | 4                     |
| Fehéroroszország | 2. csoport győztese | 2017. június 15.                | 4                     |
| Montenegró       | 6. csoport második  | 2017. június 17.                | 3                     |
| Norvégia         | 7. csoport második  | 2017. június 17.                | 7                     |
| Szlovénia        | 5. csoport második  | 2017. június 17.                | 10                    |
| Ausztria         | 3. csoport második  | 2017. június 17.                | 2                     |
| Csehország       | 4. csoport második  | 2017. június 18.                | 8                     |
| Macedónia        | 4. csoport győztese | 2017. június 18.                | 4                     |
| Izland           | 4. csoport harmadik | 2017. június 18.                | 9                     |

## Játékvezetők
A tornára kijelölt játékvezetők névsorát 2017. október 26-án hozták nyilvánosságra.
| Ország           | Játékvezető                    |
| ---------------- | ------------------------------ |
| Fehéroroszország | Andrei Gusko Siarhei Repkin    |
| Horvátország     | Matija Gubica Boris Milošević  |
| Csehország       | Václav Horáček Jiří Novotný    |
| Dánia            | Martin Gjeding Mads Hansen     |
| Franciaország    | Stevann Pichon Laurent Reveret |
| Németország      | Lars Geipel Marcus Helbig      |

| Ország          | Játékvezető                         |
| --------------- | ----------------------------------- |
| Litvánia        | Vaidas Mažeika Mindaugas Gatelis    |
| Észak-Macedónia | Gjorgi Nachevszki Slave Nikolov     |
| Portugália      | Duarte Santos Ricardo Fonseca       |
| Románia         | Sorin-Laurențiu Dinu Constantin Din |
| Spanyolország   | Óscar Raluy Ángel Sabroso           |
| Oroszország     | Jevgenyij Zotyin Nyikolaj Vologykov |

## Sorsolás
A csoportbeosztás sorsolását 2017. június 23-án tartották Zágrábban. A 16 részt vevő országot 4 kalapba osztották. 4 országnak biztos volt, hogy melyik csoportba kerül. Ezek az országok mellett zárójelben vannak jelölve.
| 1. kalap            | 2. kalap         | 3. kalap      | 4. kalap          |
| ------------------- | ---------------- | ------------- | ----------------- |
| Németország         | Dánia            | Norvégia (B3) | Magyarország (D4) |
| Spanyolország       | Fehéroroszország | Szerbia       | Szlovénia (C4)    |
| Horvátország (A1) R | Svédország       | Montenegró    | Ausztria          |
| Franciaország       | Macedónia        | Csehország    | Izland            |

R: Rendező

## Csoportkör
Az időpontok helyi idő szerint (UTC+1) értendők.

### A csoport
| Hely. | Csapat           | M | Gy | D | V | G+ | G– | Gk  | P | Továbbjutás |
| ----- | ---------------- | - | -- | - | - | -- | -- | --- | - | ----------- |
| 1.    | Svédország       | 3 | 2  | 0 | 1 | 89 | 82 | +7  | 4 | Középdöntő  |
| 2.    | Horvátország (R) | 3 | 2  | 0 | 1 | 92 | 79 | +13 | 4 | Középdöntő  |
| 3.    | Szerbia          | 3 | 1  | 0 | 2 | 76 | 88 | −12 | 2 | Középdöntő  |
| 4.    | Izland           | 3 | 1  | 0 | 2 | 74 | 82 | −8  | 2 |             |

| 2018. január 12. 18:15 | Svédország     | 24–26       | Izland        | Spaladium Arena, Split Nézőszám: 8700 Játékvezetők: Nikolov, Nachevski (MKD) |
| 2018. január 12. 18:15 | Gottfridsson 6 | (8–15)      | Guðmundsson 7 | Spaladium Arena, Split Nézőszám: 8700 Játékvezetők: Nikolov, Nachevski (MKD) |
| 2018. január 12. 18:15 | 4× 2×          | Jegyzőkönyv | 2× 3×         | Spaladium Arena, Split Nézőszám: 8700 Játékvezetők: Nikolov, Nachevski (MKD) |

| 2018. január 12. 20:30 | Horvátország        | 32–22       | Szerbia   | Spaladium Arena, Split Nézőszám: 11 000 Játékvezetők: Geipel, Heibig (GER) |
| 2018. január 12. 20:30 | Stepančić, Štrlek 6 | (14–9)      | Nenadić 6 | Spaladium Arena, Split Nézőszám: 11 000 Játékvezetők: Geipel, Heibig (GER) |
| 2018. január 12. 20:30 | 3× 2×               | Jegyzőkönyv | 4× 1×     | Spaladium Arena, Split Nézőszám: 11 000 Játékvezetők: Geipel, Heibig (GER) |

| 2018. január 14. 18:15 | Szerbia | 25–30       | Svédország  | Spaladium Arena, Split Nézőszám: 9500 Játékvezetők: Gjeding, Hansen (DEN) |
| 2018. január 14. 18:15 | Ilić 5  | (10–16)     | Lagergren 5 | Spaladium Arena, Split Nézőszám: 9500 Játékvezetők: Gjeding, Hansen (DEN) |
| 2018. január 14. 18:15 | 4× 1×   | Jegyzőkönyv | 6× 2×       | Spaladium Arena, Split Nézőszám: 9500 Játékvezetők: Gjeding, Hansen (DEN) |

| 2018. január 14. 20:30 | Izland       | 22–29       | Horvátország | Spaladium Arena, Split Nézőszám: 10 500 Játékvezetők: Zotin, Volotkov (RUS) |
| 2018. január 14. 20:30 | Pálmarsson 5 | (13–14)     | Cindrić 7    | Spaladium Arena, Split Nézőszám: 10 500 Játékvezetők: Zotin, Volotkov (RUS) |
| 2018. január 14. 20:30 | 4×           | Jegyzőkönyv | 2× 3×        | Spaladium Arena, Split Nézőszám: 10 500 Játékvezetők: Zotin, Volotkov (RUS) |

| 2018. január 16. 18:15 | Szerbia              | 29–26       | Izland       | Spaladium Arena, Split Nézőszám: 9800 Játékvezetők: Raluy, Sabroso (ESP) |
| 2018. január 16. 18:15 | Radivojević, Šešum 5 | (12–12)     | Sigurðsson 8 | Spaladium Arena, Split Nézőszám: 9800 Játékvezetők: Raluy, Sabroso (ESP) |
| 2018. január 16. 18:15 | 3× 2×                | Jegyzőkönyv | 4× 3×        | Spaladium Arena, Split Nézőszám: 9800 Játékvezetők: Raluy, Sabroso (ESP) |

| 2018. január 16. 20:30 | Horvátország | 31–35       | Svédország  | Spaladium Arena, Split Nézőszám: 11 000 Játékvezetők: Horáček, Novotný (CZE) |
| 2018. január 16. 20:30 | Čupić 7      | (12–17)     | Lagergren 6 | Spaladium Arena, Split Nézőszám: 11 000 Játékvezetők: Horáček, Novotný (CZE) |
| 2018. január 16. 20:30 | 4× 3×        | Jegyzőkönyv | 5× 2×       | Spaladium Arena, Split Nézőszám: 11 000 Játékvezetők: Horáček, Novotný (CZE) |

### B csoport
| Hely. | Csapat           | M | Gy | D | V | G+  | G– | Gk  | P | Továbbjutás |
| ----- | ---------------- | - | -- | - | - | --- | -- | --- | - | ----------- |
| 1.    | Franciaország    | 3 | 3  | 0 | 0 | 97  | 82 | +15 | 6 | Középdöntő  |
| 2.    | Norvégia         | 3 | 2  | 0 | 1 | 103 | 88 | +15 | 4 | Középdöntő  |
| 3.    | Fehéroroszország | 3 | 1  | 0 | 2 | 80  | 91 | −11 | 2 | Középdöntő  |
| 4.    | Ausztria         | 3 | 0  | 0 | 3 | 80  | 99 | −19 | 0 |             |

| 2018. január 12. 18:15 | Fehéroroszország | 27–26       | Ausztria | Žatika Sport Centre, Poreč Nézőszám: 3100 Játékvezetők: Horáček, Novotný (CZE) |
| 2018. január 12. 18:15 | Kulesh 7         | (14–12)     | Bilyk 8  | Žatika Sport Centre, Poreč Nézőszám: 3100 Játékvezetők: Horáček, Novotný (CZE) |
| 2018. január 12. 18:15 | 4× 3×            | Jegyzőkönyv | 7× 2× 1× | Žatika Sport Centre, Poreč Nézőszám: 3100 Játékvezetők: Horáček, Novotný (CZE) |

| 2018. január 12. 20:30 | Franciaország | 32–31       | Norvégia   | Žatika Sport Centre, Poreč Nézőszám: 3600 Játékvezetők: López, Ramírez (ESP) |
| 2018. január 12. 20:30 | Mahé 8        | (15–17)     | Tønnesen 7 | Žatika Sport Centre, Poreč Nézőszám: 3600 Játékvezetők: López, Ramírez (ESP) |
| 2018. január 12. 20:30 | 2× 2×         | Jegyzőkönyv | 3× 3×      | Žatika Sport Centre, Poreč Nézőszám: 3600 Játékvezetők: López, Ramírez (ESP) |

| 2018. január 14. 18:15 | Ausztria | 26–33       | Franciaország | Žatika Sport Centre, Poreč Nézőszám: 2900 Játékvezetők: Geipel, Helbig (GER) |
| 2018. január 14. 18:15 | Weber 5  | (12–17)     | N’Guessan 7   | Žatika Sport Centre, Poreč Nézőszám: 2900 Játékvezetők: Geipel, Helbig (GER) |
| 2018. január 14. 18:15 | 5× 1×    | Jegyzőkönyv | 3×            | Žatika Sport Centre, Poreč Nézőszám: 2900 Játékvezetők: Geipel, Helbig (GER) |

| 2018. január 14. 20:30 | Norvégia        | 33–28       | Fehéroroszország | Žatika Sport Centre, Poreč Nézőszám: 2500 Játékvezetők: Nikolov, Nachevski (MKD) |
| 2018. január 14. 20:30 | három játékos 6 | (15–12)     | Karalek 5        | Žatika Sport Centre, Poreč Nézőszám: 2500 Játékvezetők: Nikolov, Nachevski (MKD) |
| 2018. január 14. 20:30 | 2× 3×           | Jegyzőkönyv | 6× 3×            | Žatika Sport Centre, Poreč Nézőszám: 2500 Játékvezetők: Nikolov, Nachevski (MKD) |

| 2018. január 16. 18:15 | Franciaország | 32–25       | Fehéroroszország | Žatika Sport Centre, Poreč Nézőszám: 2300 Játékvezetők: Mažeika, Gatelis (LTU) |
| 2018. január 16. 18:15 | Mem 9         | (14–11)     | Padsivalau 6     | Žatika Sport Centre, Poreč Nézőszám: 2300 Játékvezetők: Mažeika, Gatelis (LTU) |
| 2018. január 16. 18:15 | 2× 3×         | Jegyzőkönyv | 4× 1×            | Žatika Sport Centre, Poreč Nézőszám: 2300 Játékvezetők: Mažeika, Gatelis (LTU) |

| 2018. január 16. 20:30 | Norvégia   | 39–28       | Ausztria | Žatika Sport Centre, Poreč Nézőszám: 1600 Játékvezetők: Gjeding, Hansen (DEN) |
| 2018. január 16. 20:30 | Bjørnsen 9 | (18–14)     | Bilyk 9  | Žatika Sport Centre, Poreč Nézőszám: 1600 Játékvezetők: Gjeding, Hansen (DEN) |
| 2018. január 16. 20:30 | 6× 2×      | Jegyzőkönyv | 5× 3× 2× | Žatika Sport Centre, Poreč Nézőszám: 1600 Játékvezetők: Gjeding, Hansen (DEN) |

### C csoport
| Hely. | Csapat      | M | Gy | D | V | G+ | G– | Gk  | P | Továbbjutás |
| ----- | ----------- | - | -- | - | - | -- | -- | --- | - | ----------- |
| 1.    | Macedónia   | 3 | 2  | 1 | 0 | 79 | 77 | +2  | 5 | Középdöntő  |
| 2.    | Németország | 3 | 1  | 2 | 0 | 82 | 69 | +13 | 4 | Középdöntő  |
| 3.    | Szlovénia   | 3 | 1  | 1 | 1 | 77 | 69 | +8  | 3 | Középdöntő  |
| 4.    | Montenegró  | 3 | 0  | 0 | 3 | 66 | 89 | −23 | 0 |             |

| 2018. január 13. 17:15 | Németország  | 32–19       | Montenegró | Arena Zagreb, Zágráb Nézőszám: 8000 Játékvezetők: Pichon, Reveret (FRA) |
| 2018. január 13. 17:15 | Gensheimer 9 | (17–9)      | Lipovina 7 | Arena Zagreb, Zágráb Nézőszám: 8000 Játékvezetők: Pichon, Reveret (FRA) |
| 2018. január 13. 17:15 | 8× 3×        | Jegyzőkönyv | 4× 2×      | Arena Zagreb, Zágráb Nézőszám: 8000 Játékvezetők: Pichon, Reveret (FRA) |

| 2018. január 13. 19:30 | Macedónia   | 25–24       | Szlovénia | Arena Zagreb, Zágráb Nézőszám: 11 000 Játékvezetők: Dinu, Din (ROU) |
| 2018. január 13. 19:30 | Manaszkov 8 | (11–11)     | Mlakar 4  | Arena Zagreb, Zágráb Nézőszám: 11 000 Játékvezetők: Dinu, Din (ROU) |
| 2018. január 13. 19:30 | 6× 4×       | Jegyzőkönyv | 11× 4× 1× | Arena Zagreb, Zágráb Nézőszám: 11 000 Játékvezetők: Dinu, Din (ROU) |

| 2018. január 15. 18:10 | Szlovénia | 25–25       | Németország  | Arena Zagreb, Zágráb Nézőszám: 6500 Játékvezetők: Mažeika, Gatelis (LTU) |
| 2018. január 15. 18:10 | Zarabec 5 | (15–10)     | Gensheimer 7 | Arena Zagreb, Zágráb Nézőszám: 6500 Játékvezetők: Mažeika, Gatelis (LTU) |
| 2018. január 15. 18:10 | 8× 4× 1×  | Jegyzőkönyv | 3× 4×        | Arena Zagreb, Zágráb Nézőszám: 6500 Játékvezetők: Mažeika, Gatelis (LTU) |

| 2018. január 15. 20:30 | Montenegró | 28–29       | Macedónia     | Arena Zagreb, Zágráb Nézőszám: 5000 Játékvezetők: Santos, Fonseca (POR) |
| 2018. január 15. 20:30 | Čavor 6    | (16–15)     | Kuzmanovski 5 | Arena Zagreb, Zágráb Nézőszám: 5000 Játékvezetők: Santos, Fonseca (POR) |
| 2018. január 15. 20:30 | 7× 2× 1×   | Jegyzőkönyv | 8× 2×         | Arena Zagreb, Zágráb Nézőszám: 5000 Játékvezetők: Santos, Fonseca (POR) |

| 2018. január 17. 18:10 | Németország | 25–25       | Macedónia  | Arena Zagreb, Zágráb Nézőszám: 5100 Játékvezetők: Gousko, Repkin (BLR) |
| 2018. január 17. 18:10 | Weinhold 8  | (12–11)     | Taleszki 6 | Arena Zagreb, Zágráb Nézőszám: 5100 Játékvezetők: Gousko, Repkin (BLR) |
| 2018. január 17. 18:10 | 3× 3×       | Jegyzőkönyv | 2× 3×      | Arena Zagreb, Zágráb Nézőszám: 5100 Játékvezetők: Gousko, Repkin (BLR) |

| 2018. január 17. 20:30 | Montenegró   | 19–28       | Szlovénia | Arena Zagreb, Zágráb Nézőszám: 6200 Játékvezetők: Gubica, Milošević (CRO) |
| 2018. január 17. 20:30 | Ševaljević 6 | (13–14)     | Marguč 6  | Arena Zagreb, Zágráb Nézőszám: 6200 Játékvezetők: Gubica, Milošević (CRO) |
| 2018. január 17. 20:30 | 5× 3×        | Jegyzőkönyv | 5× 2× 1×  | Arena Zagreb, Zágráb Nézőszám: 6200 Játékvezetők: Gubica, Milošević (CRO) |

### D csoport
| Hely. | Csapat        | M | Gy | D | V | G+ | G– | Gk  | P | Továbbjutás |
| ----- | ------------- | - | -- | - | - | -- | -- | --- | - | ----------- |
| 1.    | Spanyolország | 3 | 2  | 0 | 1 | 81 | 65 | +16 | 4 | Középdöntő  |
| 2.    | Csehország    | 3 | 2  | 0 | 1 | 76 | 86 | −10 | 4 | Középdöntő  |
| 3.    | Dánia         | 3 | 2  | 0 | 1 | 84 | 75 | +9  | 4 | Középdöntő  |
| 4.    | Magyarország  | 3 | 0  | 0 | 3 | 77 | 92 | −15 | 0 |             |

| 2018. január 13. 18:15 | Spanyolország   | 32–15       | Csehország | Varasd Aréna, Varasd Nézőszám: 3780 Játékvezetők: Santos, Fonseca (POR) |
| 2018. január 13. 18:15 | három játékos 5 | (16–9)      | Kašpárek 5 | Varasd Aréna, Varasd Nézőszám: 3780 Játékvezetők: Santos, Fonseca (POR) |
| 2018. január 13. 18:15 | 2× 1×           | Jegyzőkönyv | 4× 2×      | Varasd Aréna, Varasd Nézőszám: 3780 Játékvezetők: Santos, Fonseca (POR) |

| 2018. január 13. 20:30 | Dánia           | 32–25       | Magyarország | Varasd Aréna, Varasd Nézőszám: 5170 Játékvezetők: Gubica, Milošević (CRO) |
| 2018. január 13. 20:30 | Lauge Schmidt 7 | (14–12)     | Lékai 5      | Varasd Aréna, Varasd Nézőszám: 5170 Játékvezetők: Gubica, Milošević (CRO) |
| 2018. január 13. 20:30 | 5× 2× 1×        | Jegyzőkönyv | 5× 3×        | Varasd Aréna, Varasd Nézőszám: 5170 Játékvezetők: Gubica, Milošević (CRO) |

| 2018. január 15. 18:15 | Magyarország | 25–27       | Spanyolország  | Varasd Aréna, Varasd Nézőszám: 3470 Játékvezetők: Dinu, Din (ROU) |
| 2018. január 15. 18:15 | Bánhidi 6    | (12–13)     | négy játékos 4 | Varasd Aréna, Varasd Nézőszám: 3470 Játékvezetők: Dinu, Din (ROU) |
| 2018. január 15. 18:15 | 5× 4×        | Jegyzőkönyv | 2× 4×          | Varasd Aréna, Varasd Nézőszám: 3470 Játékvezetők: Dinu, Din (ROU) |

| 2018. január 15. 20:30 | Csehország | 28–27       | Dánia    | Varasd Aréna, Varasd Nézőszám: 4100 Játékvezetők: Gousko, Repkin (BLR) |
| 2018. január 15. 20:30 | Zdráhala 8 | (15–16)     | Hansen 7 | Varasd Aréna, Varasd Nézőszám: 4100 Játékvezetők: Gousko, Repkin (BLR) |
| 2018. január 15. 20:30 | 4× 3×      | Jegyzőkönyv | 3× 2×    | Varasd Aréna, Varasd Nézőszám: 4100 Játékvezetők: Gousko, Repkin (BLR) |

| 2018. január 17. 18:15 | Csehország  | 33–27       | Magyarország | Varasd Aréna, Varasd Nézőszám: 3790 Játékvezetők: Pichon, Reveret (FRA) |
| 2018. január 17. 18:15 | Zdráhala 14 | (15–11)     | Lékai 9      | Varasd Aréna, Varasd Nézőszám: 3790 Játékvezetők: Pichon, Reveret (FRA) |
| 2018. január 17. 18:15 | 3× 2× 1×    | Jegyzőkönyv | 1× 1×        | Varasd Aréna, Varasd Nézőszám: 3790 Játékvezetők: Pichon, Reveret (FRA) |

| 2018. január 17. 20:30 | Spanyolország | 22–25       | Dánia     | Varasd Aréna, Varasd Nézőszám: 4100 Játékvezetők: Zotyin, Vologykov (RUS) |
| 2018. január 17. 20:30 | Dujsebajev 6  | (13–14)     | Balling 8 | Varasd Aréna, Varasd Nézőszám: 4100 Játékvezetők: Zotyin, Vologykov (RUS) |
| 2018. január 17. 20:30 | 1× 3×         | Jegyzőkönyv | 3× 3×     | Varasd Aréna, Varasd Nézőszám: 4100 Játékvezetők: Zotyin, Vologykov (RUS) |

## Középdöntő
A csapatok az egymás elleni eredményeiket magukkal hozzák a csoportkörből.

### I. csoport
| Hely. | Csapat           | M | Gy | D | V | G+  | G–  | Gk  | P  | Továbbjutás |
| ----- | ---------------- | - | -- | - | - | --- | --- | --- | -- | ----------- |
| 1.    | Franciaország    | 5 | 5  | 0 | 0 | 156 | 130 | +26 | 10 | Elődöntők   |
| 2.    | Svédország       | 5 | 3  | 0 | 2 | 136 | 127 | +9  | 6  | Elődöntők   |
| 3.    | Horvátország (R) | 5 | 3  | 0 | 2 | 147 | 138 | +9  | 6  | 5. helyért  |
| 4.    | Norvégia         | 5 | 3  | 0 | 2 | 152 | 144 | +8  | 6  |             |
| 5.    | Fehéroroszország | 5 | 1  | 0 | 4 | 128 | 146 | −18 | 2  |             |
| 6.    | Szerbia          | 5 | 0  | 0 | 5 | 131 | 165 | −34 | 0  |             |

| 2018. január 18. 18:15 | Szerbia            | 27–32       | Norvégia            | Arena Zagreb, Zágráb Nézőszám: 3200 Játékvezetők: Santos, Fonseca (POR) |
| 2018. január 18. 18:15 | Beljanski, Šešum 5 | (17–17)     | Bjørnsen, Sagosen 8 | Arena Zagreb, Zágráb Nézőszám: 3200 Játékvezetők: Santos, Fonseca (POR) |
| 2018. január 18. 18:15 | 4× 2×              | Jegyzőkönyv | 3× 1×               | Arena Zagreb, Zágráb Nézőszám: 3200 Játékvezetők: Santos, Fonseca (POR) |

| 2018. január 18. 20:30 | Horvátország       | 25–23       | Fehéroroszország | Arena Zagreb, Zágráb Nézőszám: 8100 Játékvezetők: Zotin, Volodkov (RUS) |
| 2018. január 18. 20:30 | Mamić, Stepančić 5 | (15–12)     | Yurynok 6        | Arena Zagreb, Zágráb Nézőszám: 8100 Játékvezetők: Zotin, Volodkov (RUS) |
| 2018. január 18. 20:30 | 1× 4×              | Jegyzőkönyv | 3× 3× 1×         | Arena Zagreb, Zágráb Nézőszám: 8100 Játékvezetők: Zotin, Volodkov (RUS) |

| 2018. január 20. 18:15 | Svédország | 17–23       | Franciaország | Arena Zagreb, Zágráb Nézőszám: 7100 Játékvezetők: Raluy, Sabroso (ESP) |
| 2018. január 20. 18:15 | Jeppsson 4 | (8–10)      | Sorhaindo 5   | Arena Zagreb, Zágráb Nézőszám: 7100 Játékvezetők: Raluy, Sabroso (ESP) |
| 2018. január 20. 18:15 | 4× 2×      | Jegyzőkönyv | 2× 3× 1×      | Arena Zagreb, Zágráb Nézőszám: 7100 Játékvezetők: Raluy, Sabroso (ESP) |

| 2018. január 20. 20:30 | Horvátország | 32–28       | Norvégia  | Arena Zagreb, Zágráb Nézőszám: 13 000 Játékvezetők: Dinu, Din (ROU) |
| 2018. január 20. 20:30 | Štrlek 6     | (17–15)     | Sagosen 8 | Arena Zagreb, Zágráb Nézőszám: 13 000 Játékvezetők: Dinu, Din (ROU) |
| 2018. január 20. 20:30 | 6× 4×        | Jegyzőkönyv | 2× 3×     | Arena Zagreb, Zágráb Nézőszám: 13 000 Játékvezetők: Dinu, Din (ROU) |

| 2018. január 22. 18:15 | Szerbia     | 30–39       | Franciaország              | Arena Zagreb, Zágráb Nézőszám: 1700 Játékvezetők: Gjeding, Hansen (DEN) |
| 2018. január 22. 18:15 | Zelenović 7 | (12–19)     | Caucheteux, L. Karabatić 7 | Arena Zagreb, Zágráb Nézőszám: 1700 Játékvezetők: Gjeding, Hansen (DEN) |
| 2018. január 22. 18:15 | 4× 1×       | Jegyzőkönyv | 3×                         | Arena Zagreb, Zágráb Nézőszám: 1700 Játékvezetők: Gjeding, Hansen (DEN) |

| 2018. január 22. 20:30 | Svédország         | 29–20       | Fehéroroszország | Arena Zagreb, Zágráb Nézőszám: 1400 Játékvezetők: Horáček, Novotný (CZE) |
| 2018. január 22. 20:30 | Wanne, Lagergren 4 | (16–11)     | Karalek, Kules 4 | Arena Zagreb, Zágráb Nézőszám: 1400 Játékvezetők: Horáček, Novotný (CZE) |
| 2018. január 22. 20:30 | 4× 3×              | Jegyzőkönyv | 4× 1×            | Arena Zagreb, Zágráb Nézőszám: 1400 Játékvezetők: Horáček, Novotný (CZE) |

| 2018. január 24. 16:00 | Szerbia   | 27–32       | Fehéroroszország | Arena Zagreb, Zágráb Nézőszám: 1000 Játékvezetők: Raluy, Sabroso (ESP) |
| 2018. január 24. 16:00 | Nenadić 7 | (11–16)     | Puhovszkij 9     | Arena Zagreb, Zágráb Nézőszám: 1000 Játékvezetők: Raluy, Sabroso (ESP) |
| 2018. január 24. 16:00 | 5× 2×     | Jegyzőkönyv | 4× 3×            | Arena Zagreb, Zágráb Nézőszám: 1000 Játékvezetők: Raluy, Sabroso (ESP) |

| 2018. január 24. 18:15 | Svédország  | 25–28       | Norvégia | Arena Zagreb, Zágráb Nézőszám: 8100 Játékvezetők: Nikolov, Nacsevszki (MKD) |
| 2018. január 24. 18:15 | Tollbring 6 | (11–12)     | Myrhol 7 | Arena Zagreb, Zágráb Nézőszám: 8100 Játékvezetők: Nikolov, Nacsevszki (MKD) |
| 2018. január 24. 18:15 | 3× 2× 1×    | Jegyzőkönyv | 6× 4×    | Arena Zagreb, Zágráb Nézőszám: 8100 Játékvezetők: Nikolov, Nacsevszki (MKD) |

| 2018. január 24. 20:30 | Horvátország | 27–30       | Franciaország | Arena Zagreb, Zágráb Nézőszám: 14000 |
| 2018. január 24. 20:30 | Štrlek 6     | (13–19)     | Remili 6      | Arena Zagreb, Zágráb Nézőszám: 14000 |
| 2018. január 24. 20:30 | 3× 3×        | Jegyzőkönyv | 5×            | Arena Zagreb, Zágráb Nézőszám: 14000 |

### II. csoport
| Hely. | Csapat        | M | Gy | D | V | G+  | G–  | Gk  | P | Továbbjutás |
| ----- | ------------- | - | -- | - | - | --- | --- | --- | - | ----------- |
| 1.    | Dánia         | 5 | 4  | 0 | 1 | 140 | 123 | +17 | 8 | Elődöntők   |
| 2.    | Spanyolország | 5 | 3  | 0 | 2 | 138 | 122 | +16 | 6 | Elődöntők   |
| 3.    | Csehország    | 5 | 2  | 1 | 2 | 113 | 131 | −18 | 5 | 5. helyért  |
| 4.    | Szlovénia     | 5 | 1  | 2 | 2 | 134 | 133 | +1  | 4 |             |
| 5.    | Németország   | 5 | 1  | 2 | 2 | 124 | 126 | −2  | 4 |             |
| 6.    | Macedónia     | 5 | 1  | 1 | 3 | 114 | 136 | −22 | 3 |             |

| 2018. január 19. 18:15 | Németország | 22–19       | Csehország | Varasd Aréna, Varasd Nézőszám: 2130 Játékvezetők: Gubica, Milošević (CRO) |
| 2018. január 19. 18:15 | Fäth 8      | (9–10)      | Číp 6      | Varasd Aréna, Varasd Nézőszám: 2130 Játékvezetők: Gubica, Milošević (CRO) |
| 2018. január 19. 18:15 | 3× 2×       | Jegyzőkönyv | 4× 3×      | Varasd Aréna, Varasd Nézőszám: 2130 Játékvezetők: Gubica, Milošević (CRO) |

| 2018. január 19. 20:30 | Szlovénia | 28–31       | Dánia        | Varasd Aréna, Varasd Nézőszám: 5200 Játékvezetők: Pichon, Reveret (FRA) |
| 2018. január 19. 20:30 | Zarabec 6 | (14–16)     | L. Hansen 11 | Varasd Aréna, Varasd Nézőszám: 5200 Játékvezetők: Pichon, Reveret (FRA) |
| 2018. január 19. 20:30 | 5× 2×     | Jegyzőkönyv | 3× 2×        | Varasd Aréna, Varasd Nézőszám: 5200 Játékvezetők: Pichon, Reveret (FRA) |

| 2018. január 21. 18:15 | Németország | 25–26       | Dánia      | Varasd Aréna, Varasd Nézőszám: 3112 Játékvezetők: Gubica, Milošević (CRO) |
| 2018. január 21. 18:15 | Kühn 6      | (9–8)       | Lindberg 9 | Varasd Aréna, Varasd Nézőszám: 3112 Játékvezetők: Gubica, Milošević (CRO) |
| 2018. január 21. 18:15 | 3× 4×       | Jegyzőkönyv | 1× 3×      | Varasd Aréna, Varasd Nézőszám: 3112 Játékvezetők: Gubica, Milošević (CRO) |

| 2018. január 21. 20:30 | Macedónia             | 20–31       | Spanyolország | Varasd Aréna, Varasd Nézőszám: 3796 Játékvezetők: Gusko, Repkin (BLR) |
| 2018. január 21. 20:30 | Manaszkov, Sztojlov 4 | (6–15)      | Gurbindo 6    | Varasd Aréna, Varasd Nézőszám: 3796 Játékvezetők: Gusko, Repkin (BLR) |
| 2018. január 21. 20:30 | 1× 3×                 | Jegyzőkönyv | 3× 3×         | Varasd Aréna, Varasd Nézőszám: 3796 Játékvezetők: Gusko, Repkin (BLR) |

| 2018. január 23. 18:15 | Szlovénia | 31–26       | Spanyolország | Varasd Aréna, Varasd Nézőszám: 4176 Játékvezetők: Dinu, Din (ROU) |
| 2018. január 23. 18:15 | Marguč 5  | (13–12)     | Solé 6        | Varasd Aréna, Varasd Nézőszám: 4176 Játékvezetők: Dinu, Din (ROU) |
| 2018. január 23. 18:15 | 8× 3×     | Jegyzőkönyv | 3× 3× 1×      | Varasd Aréna, Varasd Nézőszám: 4176 Játékvezetők: Dinu, Din (ROU) |

| 2018. január 23. 20:30 | Macedónia  | 24–25       | Csehország | Varasd Aréna, Varasd Nézőszám: 3780 Játékvezetők: Zotyin, Vologykov (RUS) |
| 2018. január 23. 20:30 | Taleszki 5 | (13–11)     | Horák 8    | Varasd Aréna, Varasd Nézőszám: 3780 Játékvezetők: Zotyin, Vologykov (RUS) |
| 2018. január 23. 20:30 | 2× 3×      | Jegyzőkönyv | 5× 3× 1×   | Varasd Aréna, Varasd Nézőszám: 3780 Játékvezetők: Zotyin, Vologykov (RUS) |

| 2018. január 24. 16:00 | Szlovénia       | 26–26       | Csehország | Varasd Aréna, Varasd Nézőszám: 2873 Játékvezetők: Santos, Fonseca (POR) |
| 2018. január 24. 16:00 | három játékos 5 | (11–12)     | Zdráhala 9 | Varasd Aréna, Varasd Nézőszám: 2873 Játékvezetők: Santos, Fonseca (POR) |
| 2018. január 24. 16:00 | 2× 3×           | Jegyzőkönyv | 4× 2×      | Varasd Aréna, Varasd Nézőszám: 2873 Játékvezetők: Santos, Fonseca (POR) |

| 2018. január 24. 18:15 | Macedónia      | 20–31       | Dánia       | Varasd Aréna, Varasd Nézőszám: 2343 Játékvezetők: Mažeika, Gatelis (LTU) |
| 2018. január 24. 18:15 | Kuzmanovszki 6 | (12–12)     | Damgaard 11 | Varasd Aréna, Varasd Nézőszám: 2343 Játékvezetők: Mažeika, Gatelis (LTU) |
| 2018. január 24. 18:15 | 2× 1×          | Jegyzőkönyv | 3× 3×       | Varasd Aréna, Varasd Nézőszám: 2343 Játékvezetők: Mažeika, Gatelis (LTU) |

| 2018. január 24. 20:30 | Németország | 27–31       | Spanyolország | Varasd Aréna, Varasd Nézőszám: 1289 Játékvezetők: Pichon, Reveret (FRA) |
| 2018. január 24. 20:30 | Häfner 5    | (13–14)     | Balaguer 6    | Varasd Aréna, Varasd Nézőszám: 1289 Játékvezetők: Pichon, Reveret (FRA) |
| 2018. január 24. 20:30 | 2× 3×       | Jegyzőkönyv | 1× 3×         | Varasd Aréna, Varasd Nézőszám: 1289 Játékvezetők: Pichon, Reveret (FRA) |

## Egyenes kieséses szakasz
|  |               |                   |            |               |    |               |               |       |
|  | Elődöntők     | Elődöntők         | Elődöntők  |               |    | Döntő         | Döntő         | Döntő |
|  | Elődöntők     | Elődöntők         | Elődöntők  |               |    | Döntő         | Döntő         | Döntő |
|  | január 26.    |                   |            |               |    |               |               |       |
|  |               |                   |            |               |    |               |               |       |
|  | I/1.          | Franciaország     | 23         |               |    |               |               |       |
|  | I/1.          | Franciaország     | 23         | január 28.    |    |               |               |       |
|  | II/2.         | Spanyolország     | 27         |               |    |               |               |       |
|  | II/2.         | Spanyolország     | 27         |               |    | Spanyolország | Spanyolország | 29    |
|  | január 26.    |                   |            |               |    | Spanyolország | Spanyolország | 29    |
|  |               |                   | Svédország | Svédország    | 23 |               |               |       |
|  | II/1.         | Dánia             | Svédország | Svédország    | 23 | 34            |               |       |
|  | II/1.         | Dánia             |            |               |    |               |               |       |
|  | I/2.          | Svédország (h.u.) | 35         |               |    |               |               |       |
|  | I/2.          | Svédország (h.u.) | 35         | Bronzmérkőzés |    |               |               |       |
|  |               |                   |            |               |    |               |               |       |
|  | január 28.    |                   |            |               |    |               |               |       |
|  |               |                   |            |               |    |               |               |       |
|  | Franciaország | Franciaország     | 32         |               |    |               |               |       |
|  | Franciaország | Franciaország     | 32         |               |    |               |               |       |
|  | Dánia         | Dánia             | 29         |               |    |               |               |       |
|  | Dánia         | Dánia             | 29         |               |    |               |               |       |

### Elődöntők
| 2018. január 26. 18:00 | Franciaország | 23–27       | Spanyolország | Zágráb Aréna, Zágráb Nézőszám: 6000 Játékvezetők: Nikolov, Nachevski (MKD) |
| 2018. január 26. 18:00 | Sorhaindo 6   | (9–15)      | Solé 7        | Zágráb Aréna, Zágráb Nézőszám: 6000 Játékvezetők: Nikolov, Nachevski (MKD) |
| 2018. január 26. 18:00 | 4× 3×         | Jegyzőkönyv | 4× 3×         | Zágráb Aréna, Zágráb Nézőszám: 6000 Játékvezetők: Nikolov, Nachevski (MKD) |

| 2018. január 26. 20:30 | Dánia     | 34–35 (h.u.) | Svédország   | Zágráb Aréna, Zágráb Nézőszám: 9000 Játékvezetők: Geipel, Helbig (GER) |
| 2018. január 26. 20:30 | Hansen 12 | (14–16)      | Zachrisson 8 | Zágráb Aréna, Zágráb Nézőszám: 9000 Játékvezetők: Geipel, Helbig (GER) |
| 2018. január 26. 20:30 | 3× 1×     | Jegyzőkönyv  | 4× 1×        | Zágráb Aréna, Zágráb Nézőszám: 9000 Játékvezetők: Geipel, Helbig (GER) |

### Az 5. helyért
| 2018. január 26. 15:30 | Horvátország | 28–27       | Csehország  | Zágráb Aréna, Zágráb Nézőszám: 3500 Játékvezetők: Raluy, Sabroso (ESP) |
| 2018. január 26. 15:30 | Horvat 10    | (16–10)     | Zdráhala 13 | Zágráb Aréna, Zágráb Nézőszám: 3500 Játékvezetők: Raluy, Sabroso (ESP) |
| 2018. január 26. 15:30 | 2× 4×        | Jegyzőkönyv | 2× 3×       | Zágráb Aréna, Zágráb Nézőszám: 3500 Játékvezetők: Raluy, Sabroso (ESP) |

### Bronzmérkőzés
| 2018. január 28. 18:00 | Franciaország | 32–29       | Dánia       | Zágráb Aréna, Zágráb Nézőszám: 6700 Játékvezetők: Dinu, Din (ROU) |
| 2018. január 28. 18:00 | Karabatić 9   | (17–14)     | Lindberg 12 | Zágráb Aréna, Zágráb Nézőszám: 6700 Játékvezetők: Dinu, Din (ROU) |
| 2018. január 28. 18:00 | 3× 4×         | Jegyzőkönyv | 3× 3×       | Zágráb Aréna, Zágráb Nézőszám: 6700 Játékvezetők: Dinu, Din (ROU) |

### Döntő
| 2018. január 28. 20:30 | Spanyolország    | 29–23       | Svédország | Zágráb Aréna, Zágráb Nézőszám: 9000 Játékvezetők: Gubica, Milošević (CRO) |
| 2018. január 28. 20:30 | Balaguer, Solé 5 | (12–14)     | Nielsen 5  | Zágráb Aréna, Zágráb Nézőszám: 9000 Játékvezetők: Gubica, Milošević (CRO) |
| 2018. január 28. 20:30 | 2× 4×            | Jegyzőkönyv | 3× 4×      | Zágráb Aréna, Zágráb Nézőszám: 9000 Játékvezetők: Gubica, Milošević (CRO) |

| A 2018-as férfi kézilabda-Európa-bajnokság győztese |
| --------------------------------------------------- |
| · Spanyolország · 1. cím                            |

## Végeredmény
| Aranyérem | Spanyolország    |  |  |  |  |  |  |  |  |
| Ezüstérem | Svédország       |  |  |  |  |  |  |  |  |
| Bronzérem | Franciaország    |  |  |  |  |  |  |  |  |
| 4.        | Dánia            |  |  |  |  |  |  |  |  |
|           |                  |  |  |  |  |  |  |  |  |
| 5.        | Horvátország     |  |  |  |  |  |  |  |  |
| 6.        | Csehország       |  |  |  |  |  |  |  |  |
| 7.        | Norvégia         |  |  |  |  |  |  |  |  |
| 8.        | Szlovénia        |  |  |  |  |  |  |  |  |
|           |                  |  |  |  |  |  |  |  |  |
| 9.        | Németország      |  |  |  |  |  |  |  |  |
| 10.       | Fehéroroszország |  |  |  |  |  |  |  |  |
| 11.       | Macedónia        |  |  |  |  |  |  |  |  |
| 12.       | Szerbia          |  |  |  |  |  |  |  |  |
|           |                  |  |  |  |  |  |  |  |  |
| 13.       | Izland           |  |  |  |  |  |  |  |  |
| 14.       | Magyarország     |  |  |  |  |  |  |  |  |
| 15.       | Ausztria         |  |  |  |  |  |  |  |  |
| 16.       | Montenegró       |  |  |  |  |  |  |  |  |

## Statisztika
2018. január 28-án frissítve.

### Góllövőlista
| # | Név                  | Gól | Lövés | %  |
| - | -------------------- | --- | ----- | -- |
| 1 | Ondřej Zdráhala      | 55  | 96    | 57 |
| 2 | Mikkel Hansen        | 43  | 79    | 54 |
| 3 | Rasmus Lauge Schmidt | 40  | 63    | 63 |
| 4 | Kristian Bjørnsen    | 37  | 50    | 74 |
| 5 | Ferrán Solé          | 36  | 47    | 77 |
| 6 | Kentin Mahé          | 34  | 49    | 69 |
| 7 | Stanislav Kašpárek   | 33  | 66    | 50 |
| 8 | Sander Sagosen       | 32  | 54    | 59 |
| 9 | Nikola Karabatić     | 30  | 46    | 65 |
| 9 | Hans Lindberg        | 30  | 37    | 81 |
| 9 | Petar Nenadić        | 30  | 53    | 57 |

Forrás: Sportresult Archiválva 2018. január 16-i dátummal a Wayback Machine-ben

#### Kapusok
| # | Név                     | %  | Védés | Kapott lövés |
| - | ----------------------- | -- | ----- | ------------ |
| 1 | Urh Kastelic            | 41 | 22    | 54           |
| 2 | Vincent Gérard          | 37 | 68    | 184          |
| 3 | Jannick Green           | 36 | 49    | 136          |
| 3 | Andreas Palicka         | 36 | 50    | 138          |
| 5 | Mikael Appelgren        | 35 | 69    | 195          |
| 5 | Nikola Mitrevszki       | 35 | 38    | 108          |
| 5 | Vacsiszlau Szaldacenka  | 35 | 71    | 203          |
| 8 | Torbjørn Bergerud       | 34 | 73    | 212          |
| 8 | Silvio Heinevetter      | 34 | 26    | 76           |
| 8 | Tomáš Mrkva             | 34 | 51    | 151          |
| 8 | Gonzalo Pérez de Vargas | 34 | 52    | 151          |
| 8 | Andreas Wolff           | 34 | 43    | 126          |

Forrás: Sportresult Archiválva 2018. január 29-i dátummal a Wayback Machine-ben

## Díjak

### All-Star csapat
| Poszt      | Játékos               |
| ---------- | --------------------- |
| Kapus      | Vincent Gérard (FRA)  |
| Jobbszélső | Ferrán Solé (ESP)     |
| Jobbátlövő | Alex Dujsebajev (ESP) |
| Irányító   | Sander Sagosen (NOR)  |
| Balátlövő  | Mikkel Hansen (DEN)   |
| Balszélső  | Manuel Štrlek (CRO)   |
| Beálló     | Jesper Nielsen (SWE)  |

### Egyéni díjak
| Díj                      | Játékos                        |
| ------------------------ | ------------------------------ |
| A legértékesebb játékos  | Jim Gottfridsson (SWE)         |
| Legjobb védekező játékos | Jakov Gojun (CRO)              |
| Gólkirály                | Ondřej Zdráhala (CZE) (55 gól) |

Forrás: